# الصفين
الصفين إحدى قرى مركز كفر شكر التابع لمحافظة القليوبية بجمهورية مصر العربية.

## التاريخ
قرية الصفين من القرى القديمة، حيث وردت باسم «الصفين» في أعمال الشرقية ضمن قرى الروك الصلاحي التي أحصاها ابن مماتي في كتاب قوانين الدواوين، كما وردت في أعمال الشرقية ضمن قرى الروك الناصري التي أحصاها ابن الجيعان في كتاب «التحفة السنية بأسماء البلاد المصرية». وفي العصر العثماني ورد اسمها في التربيع العثماني الذي أجراه الوالي العثماني سليمان باشا الخادم في عصر السلطان العثماني سليمان القانوني ضمن قرى ولاية الدقهلية، وفي تاريخ 1228هـ/1813م الذي عدّ قرى مصر بعد المسح الذي قام به محمد علي باشا باسم «الصفين» ضمن قرى مديرية الدقهلية، بعد تأسيس مركز كفر شكر، اقتطعت القرية من مديرية الدقهلية، وألحقت بمركز كفر شكر في مديرية القليوبية.

## السكان
بلغ عدد سكان الصفين 3,000 نسمة، حسب الإحصاء الرسمي لعام 2006.